# Sydney Gun-Munro
Pour les articles homonymes, voir Munro (homonymie).
Sir Sydney Gun-Munro, né le 29 novembre 1916 et mort le 1er mars 2007 à Bequia, Saint-Vincent-et-les-Grenadines, fut le premier gouverneur général de Saint-Vincent-et-les-Grenadines de 1979 à 1985.